# Шестикрилець
Шестикрилець – історична повість української письменниці Катрі Гриневичевої, написана мовою епосу «Слова про Ігорів похід» та інших творів ХІІ-ХІІІ ст. «Шестикрилець» був виданий у 1935 році видавництвом Івана Тиктора у Львові. Того ж року у видавництві «Обрії» у мистецькому оформленні. 

## Сюжет
Події, викладені в повісті, відбуваються, наприкінці ХІІ - початку ХІІІ століття. Головний герой – Роман Мстиславович, за вдачу прозваний Шестикрильцем, поруч із своїм батьком, Великим  князем київським Мстиславом ІІ, зустрічає іноземних гостей. Він слухає оповіді про далекі краї, звичаї лицарів Європи, бойові походи варягів. Його приваблює військова слава.                                                                                                                                                                                                                                                 Разом із найближчими боярами, Роман на чолі посольства їде в Угорщину до короля Бели, де веде перемовини про дружбу та союз із сусідньою країною.                                     По поверненню, він одружується на «Рюриківні», доньці овруцького князя.                                                                                                                                                                    Невдовзі помирає його батько та брат, що княжив у Бересті. Роман стає на Велике князівство, приєднує братові володіння та планує дальні походи задля об’єднання руських земель, захоплених Литвою, Польщею, Угорщиною; у важких битвах перемагає половців. В його планах будувати флот та розчистити шлях до Візантії…                             Але у розпочатій війні з Польщею, його загін потрапляє у засідку і Роман гине.                                                                                                                                                                     Князя-воїна оспівують бояни і вістять, що «сила героя остане всеціло в народі».

## Критика
Літературознавець Михайло Рудницький гостро критикував роман. Він вважав, що мова «Шестикрильця» не відповідає дійсності.